# Sevelamer
Le sevelamer, vendu entre autres sous le nom de marque Renagel est un médicament utilisé pour traiter l'hyperphosphatémie dans les maladies rénales chroniques. Il est pris par voie orale avec les repas.

## Effets secondaires
Les effets secondaires courants sont les douleurs abdominales, la diarrhée, les nausées et la constipation; une éruption cutanée peut également survenir,. Il agit en liant le phosphate dans les intestins.

## Histoire
Le sevelamer est approuvé pour un usage médical aux États-Unis en 1998. Aux États-Unis, il en coûte environ 48 USD pour 270 comprimés de 800 mg à partir de 2021. Au Royaume-Uni, cette quantité coûte environ 75 £ au NHS.